# تيكن (غلبايغان)
تيكن (بالفارسية: تیکن) هي قرية تقع في قسم نيوان الريفي في إيران. يقدر عدد سكانها بـ 230 نسمة بحسب إحصاء 2016.